# 人体家具
人体家具，又称为forniphilia，是BDSM活动的一种，是将人的身体做成椅子，桌子，橱柜或其他家具。该术语最初由Jeff Gord创造。

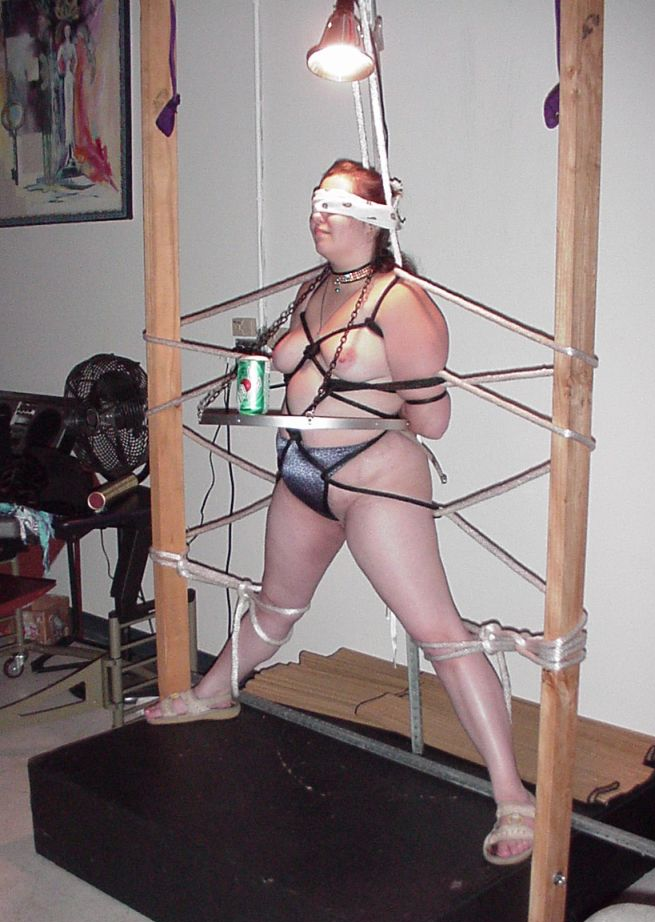
被製成檯燈的人。

人体家具被认为是BDSM活动一种极端形式，因为成為人体家具的对象通常长时间不动。对象通常会佩戴口球。

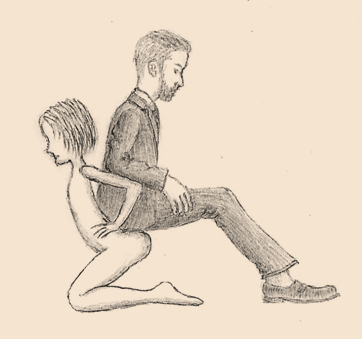
Forniphilia